# 워너 레코드
워너 레코드(Warner Records)는 워너 뮤직 그룹의 대표 음반 레이블이며, 워너 브라더스 계열사이다. 세계 최대의 음반 회사이며 미국에서 가장 영항력이 많다.
2019년 5월 28일 부로 워너 브라더스 레코드에서 워너 레코드로 사명을 변경하였다.

## 소속 아티스트
현재
- 마틴
- 린킨 파크
- 마이 케미컬 로맨스
- 마이클 부블레
- 그린 데이
- 뮤즈
- 어벤지드 세븐폴드
- 패리스 힐튼
- 레드 핫 칠리 페퍼스
- 포트 마이너
- 디스터브드
- 데드 바이 선라이즈
- 킴브라
- 버디
- 아우터사이트
- 네온 히치
- R.E.M.
- 에릭 클랩튼
- 진저 베이커
- 낸시 시나트라
- LP
- 라이드
- 테간 앤 사라
- 잭스 매네킨
- k.d. 랭
- 오아시스
- 즈완
- 타일러 힐턴
- 아틀라스 지니어스
- 그레이 클락 주니어
- 더 블랙 키스
- 브론드 파이어
- 웨일
- 셰어
- 크레이그 데이비드
- 넬리 퍼타도
- 라잇츠
- E-40
- 네버 샤우트 네버
- 구구 돌스
- 조시 그로번
- 톰 페티
- 카보
- 애슐리 티스데일
- 애시
- 마이크 존스
- 더 아메리칸 헤이터
- 에릭 허친슨
- 제프 더 브라더후드
- 패러모어
- 섹스 피스톨즈
- 피터 가브리엘
- 블랙 사바스
- 더 라모네스
- 플리트우드 맥
- 딥 퍼플
- 돈 헨리
- 펜듈럼
- 릴리 앨런
- 디보
- 빌리 코건
- 엘리엇 마이너
- 갸리 파뮤파뮤
- 만
- 카일리 미노그
- MC 해머
- 디페쉬 모드
- 핫 핫 히트
- 레지나 스펙터
- 미니스트리
- 스페이스 호그
- 더 스필 캔버스
- 아이스-T
- 제임스 블런트
- 메탈리카
- 고릴라즈
- ONE OK ROCK
- 애덤 램버트
- 시에라
- 듀란 듀란
- aespa

이전
- 카라스 플라워스
- 트랩트
- 마돈나
- 아니타
- 더 유즈드
- 스토리 오브 디 이어
- 더 아너레리 타이틀
- 지미 헨드릭스
- 위즈 칼리파
- 프랭크 시나트라
- 벨리
- 리플레이스먼츠
- 아머 포 슬립
- 보니 M
- 에벌리 브라더스
- 밴 헤일런
- 테이킹 백 선데이
- 이디나 멘젤
- 더 레디 셋
- 프린스
- 스매싱 펌킨스
- JYJ
- 본 본디스
- 더 크립스
- 아하
- 세르지 탄키안
- 아트 오브 다잉
- 어게인스트 미!
- HIM
- 토미 페이지
- 제이슨 데룰로

## 같이 보기
- 리프라이즈 레코드
- 사이어 레코드